# 房総前線
房総前線（ぼうそうぜんせん）は、主に寒候期に房総半島のすぐ南海上から伊豆半島付近にかけて発生する局地的な前線。今日では余り用いられない用語であるが、発生すると関東地方南部（と伊豆諸島）に曇天を、時には降雨や降雪をもたらす。範囲は狭く、天気変化も激しくはない。しかし人口密集地域にかかるため天気予報上重要である。

## 発生原因
千島からアリューシャン列島付近に発達した低気圧があり、大陸には高気圧がある西高東低の冬型気圧配置の頃に起こる他、春や秋にも見られる。
冬型気圧配置では、日本列島は関東地方を境に西と北に折れ曲がっている事により、気流の方向がそうした地形の影響を強く受け、また伊豆半島の存在や関東平野の西側にわだかまる山脈群などの地域的な効果により、関東地方以北の風は北寄りになり、一方で関東以西の風は西寄りになって、その結果房総半島の南沖から伊豆半島付近に収束する場合がある。このように方向の違う気流がぶつかるため前線を生じる。西側から来る気流は比較的温暖な海域を通るので温度が高く湿潤であり、北からの気流の上にのし上がって雲を作り、降雨や降雪を見る時もある。北からの風が西に回り込むように吹くと持続性が強くなり、なかなか消滅しない。
春や秋には、大陸から張り出す高気圧の軸が北日本に伸びたり、移動性高気圧が北日本を通ったりして、高気圧から吹き出す北東の冷涼な風により関東以西の広範囲にわたって曇りや雨になる事があり、これを北高南低型或いは単に北高型と呼ぶが、時には南関東付近のみが曇天になる例もある。やはり地形の影響で北東気流が流れ込み、一方では西側から、海の上を吹いて来た比較的温暖で湿潤な風が、房総半島沖から伊豆半島にかけての線でぶつかる事により、前線を生じて関東地方南部に限定的な曇雨天をもたらす。ただし、夜間は前線がはっきりしているが昼になると内陸部の気温が上がって上昇気流を生ずるため弱まり、日が落ちると再び発達する事がある。
房総前線は、北寄りの風と西寄りの風がぶつかって均衡する所に発生するので、停滞前線の性格を持っており、時には小低気圧を形成する。

## 影響
房総前線が発生しても、関東平野の北部はそれに関係なく晴天であり、箱根より西もほとんど影響を受けない。しかし南関東（と茨城県の一部）は曇り空となり、時には雨や雪が降る。曇天の範囲は狭いが、その中に東京・横浜・千葉などの大都市があり、悪天候の影響が大きくなる。周辺地域はみな晴れなので東京付近もすぐに天気が回復しそうに見えるが、実際には長時間持続し、特に冬期には数日に及ぶ事がある。
前線をはさんだ気流の温度や湿度の差が小さいか、ほとんど無い場合もあり、そのような時には房総半島沖が曇る程度で、陸上には影響が及ばない。
房総前線は局地的で小規模な現象であり、雲頂高度は低く、雨や雪が降っても災害が起こるほどの規模にはならない。この前線が活動している時には、富士山頂から東を望むと広大な雲海（うんかい）が広がっているのが見える。